# Giorgione
Giorgio Barbarelli da Castelfranco, més conegut com a Giorgione, (Castelfranco Veneto; h. 1477 - Venècia, 1510), fou un pintor italià, representant destacat de l'escola veneciana de pintura.
És conegut per la qualitat poètica de la seva obra, i pel fet que són molt poques les obres que li són atribuïdes amb un 100% de certesa (aproximadament sis), entre altres raons, perquè va deixar diversos quadres inacabats, que van completar altres pintors.
Això, afegit a l'escassetat de dades biogràfiques que hi ha sobre la seva figura i la incògnita sobre el significat de la seva pintura, fa que sigui un dels pintors més misteriosos de la història de l'art.

## Biografia

### Orígens
Tot i ser un personatge fosc de la història de l'art, es troba dins la nòmina de pintors biografiats per Vasari. Giorgione va néixer al petit poble de Castelfranco Veneto, però no hi ha dades del seu origen familiar. Apareix citat com a Zorzi i també Zorzo en la documentació de la seva època (els noms canvien segons la dicció veneciana, tot i que el seu nom vertader era Giorgio).
Coneixem el seu aspecte físic mercès a l'autoretrat del Museu Herzog Anton Ulrich, de Braunschweig, que va servir com a model per al gravat de la 2a edició de les Vides de Vasari. S'atribueix a Giorgione l'autoria d'aquest retrat perquè l'examen radiogràfic va mostrar que la seva composició era similar a la de la peça exhibida al Museu Britànic.
Va començar a treballar com a aprenent a Venècia quan tenia 10 anys, al taller de Giovanni Bellini, que era aleshores el pintor més famós de la ciutat. En la formació de Giorgione s'adverteixen influències del seu mestre, però també d'Antonello da Messina, personatge que donà a conèixer la tècnica de l'oli de Venècia. De Leonardo da Vinci també va prendre l'sfumato.

### Carrera artística
El talent de Giorgione va ser reconegut aviat, ja que cap al 1500, quan només tenia 23 anys, segons la cronologia de Vasari, fou escollit per pintar el retrat del Dux de Venècia Agustí Barbarigo i del condotiero Consalvo Ferrante.
El 1504 li va ser encarregat un retaule en memòria de Matteo Constanzo per a l'església de Sant Lliberal a la seva ciutat natal. El 1507 rep per ordre del Consell dels Deu, el pagament d'un quadre, no executat, per a la decoració de la nova Sala d'audiències del Palau Ducal.
Del 1507 al 1508 va treballar amb altres artistes de la generació de Ticià en els frescos de la façana del nou edifici de la Fondaco dei Tedeschi, seu dels mercaders alemanys a Venècia. Al segle xviii, el gravador Antonio María Zanetti va realitzar unes còpies, gràcies a les quals coneixem la disposició i la temàtica de l'obra; a més d'unes petites restes que representaven una dona nua, conservats tots aquests a la Galeria de l'Acadèmia de Venècia. Ja havia participat en treballs similars a la Casa Soranzo, la Casa Grimani alli Servi i en altres palaus venecians i havia pintat per a col·leccionistes privats per encàrrec, a diferència dels seus contemporanis, que treballaren sobretot per a grans institucions, tant públiques com també per a l'església.
Vasari dona molta importància a la influència de Leonardo da Vinci, a qui Giorgione va conèixer quan el primer va visitar Venècia l'any 1500.

### Mort prematura
El setembre o octubre de 1510 Giorgione es va morir a causa de la pesta que va assolar la ciutat de Venècia, segons explica Vasari a les seves Vides.
Totes les fonts representen Giorgione com un personatge amb un encant distingit i romàntic, gran amant i gran músic, capaç d'expressar en l'art el plaer, l'esplendor, la sensualitat matisada de poètica malenconia d'una Venècia que vivia moments d'esplendor cultural.

### Després de la seva mort: el misteri Giorgione
La manca de notícies sobre la seva vida, la dispersió de la seva obra, que va passar per les mans de diversos col·leccionistes, que no va romandre en cap església pel seu caràcter laic, fa que ja en el segle xvi es comencés a enfosquir la seva figura.
A la mort de Giorgione, l'atribució d'algunes de les seves obres, acabades per altres mans, entre aquestes les de Ticià, ha estat confusa, i al segle xvii, a més d'haver-s'hi produït inexactituds transmeses pels seus biògrafs i falsificacions realitzades per Piero della Vecchia.
A Venècia es van realitzar exposicions antològiques que van reunir gran part de la seva obra el 1955 i el 1978.

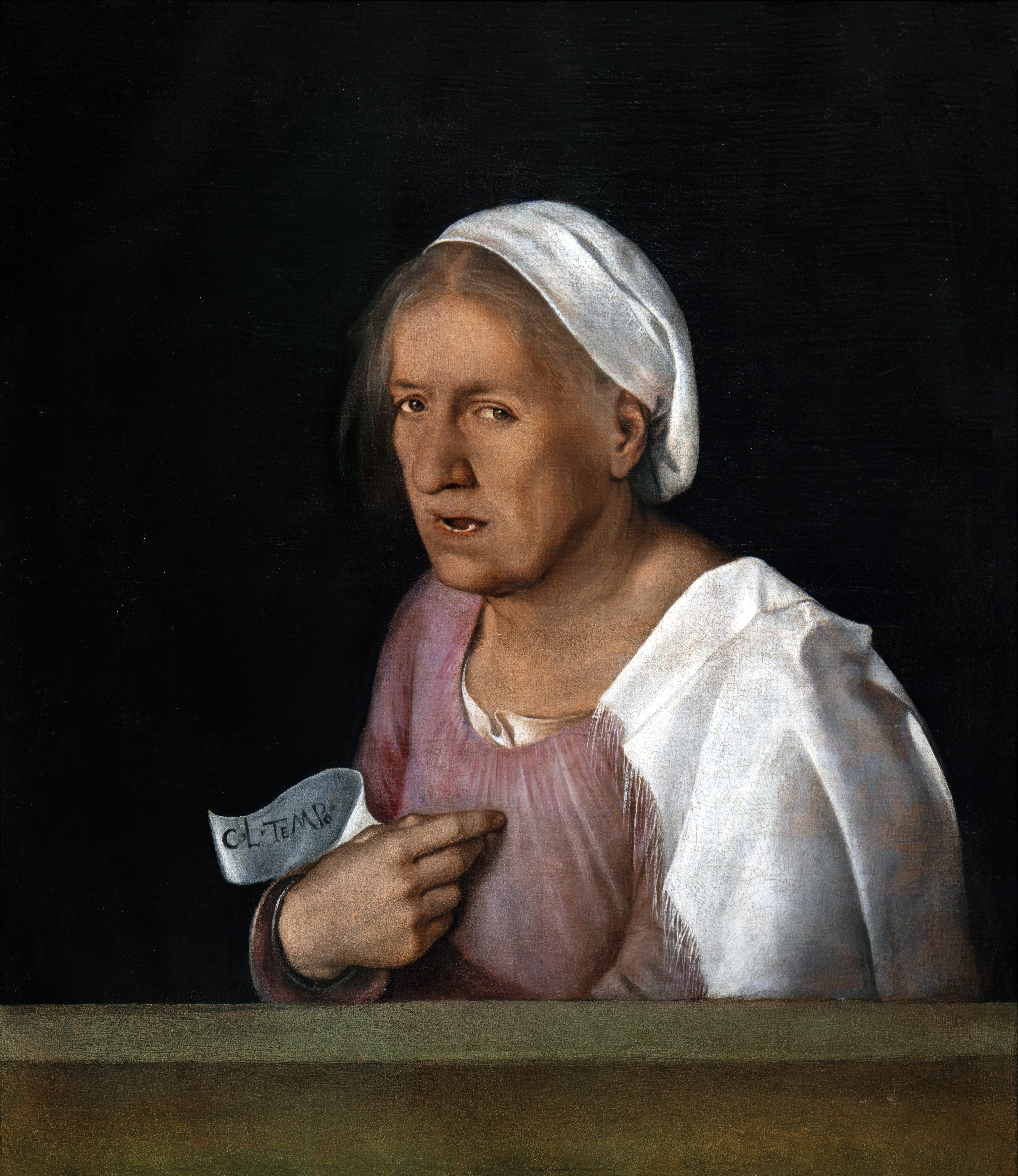
Retrat de vella

## Obra
- Home jove (El cantant apassionat) (Galería Borghese (Roma)): Giorgione va representar per a l'escola veneciana un avenç similar al de Leonardo da Vinci a la Toscana vint anys abans. Va superar la rigidesa arcaica i va dotar la pintura de més llibertat en colors i temàtica. Fou l'entrada del Cinquecento a la República veneciana. Giorgione, a més a més de retaules i retrats, va realitzar quadres sense sentit didàctic, devot, al·legòric o mitològic, en els quals l'acció quedava substituïda pel fet de la contemplació de la bellesa mitjançant representacions de sentiments lírics o poètics. Va exercir molta influència en els seus contemporanis i en els seus immediats successors de l'escola veneciana, com Ticià, Sebastiano del Piombo, Palma el Vell, Giovanni Cariani i Domenico i Giulio Campagnola.
- Retaule o Pal·la de Castefranco (1505): Sacra conversazione, distribuïda en una composició triangular on es veu la Mare de Déu entronitzada amb el Nen, custodiada pels sants Lliberal i Francesc d'Assís. Fou una obra d'encàrrec en homenatge al fill del condotiero de la seva ciutat natal, com a retaule de l'altar on se l'enterraria. És de les poques obres de Giorgione que continuen en la seva ubicació original, l'església de Sant Lliberal.

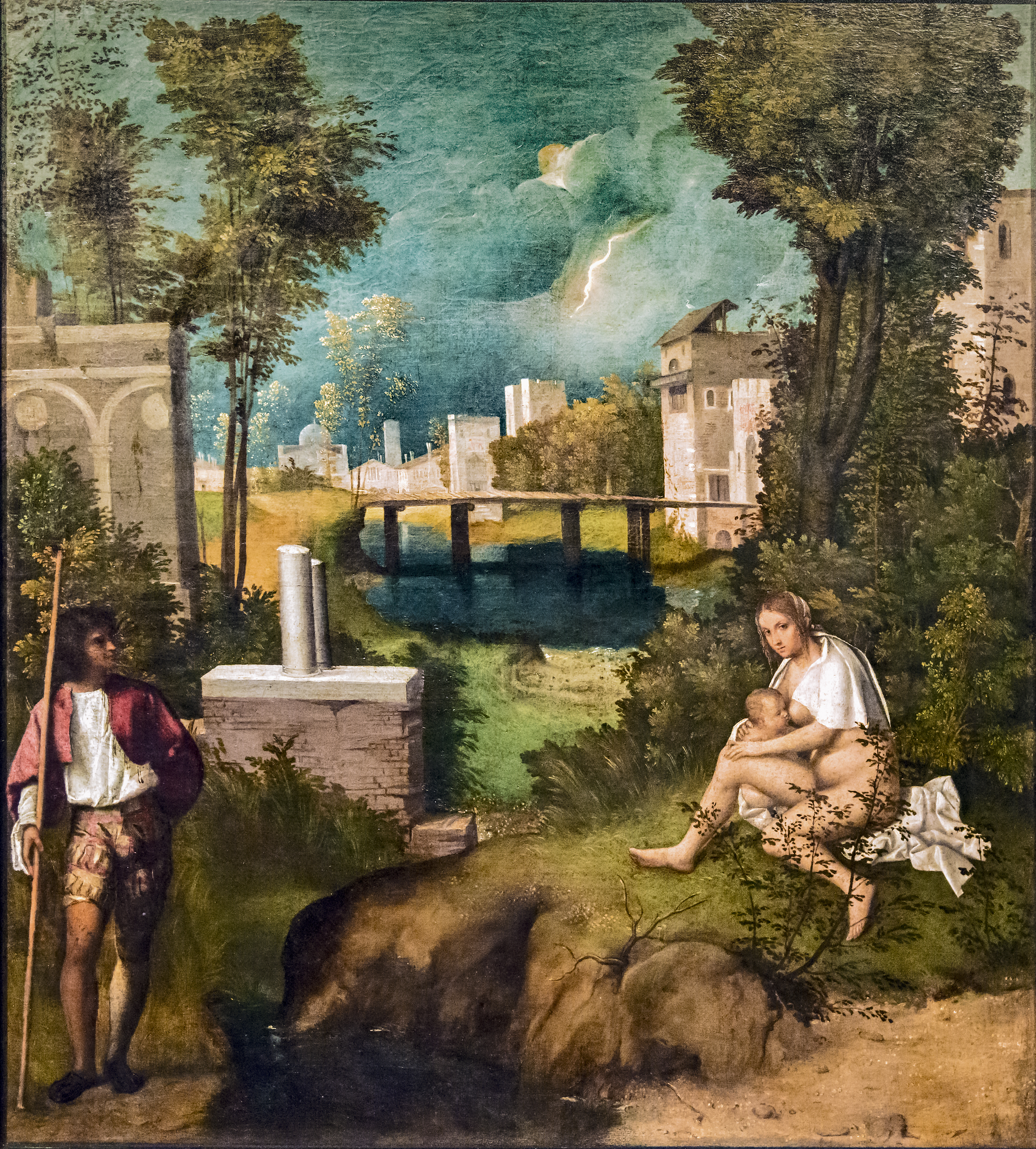
La tempesta

- La tempesta (1508): el significat de l'escena no queda gaire clar.[11] Representa un soldat i una dona nua donant el pit a un nen. Estan separats per un riu. Als fons es veu la ciutat, i al cel, la tempesta a què el títol de l'obra es refereix. La multitud de símbols que té aquest llenç ofereix diverses interpretacions, però cap de prou satisfactòria. Les teories que aposten per la dualitat (home-dona, ciutat-camp) han anat decreixent en haver-se comprovat, mitjançant un estudi radiogràfic, que l'home era originàriament una dona nua asseguda. El tema sembla un pretext per realitzar un exercici d'imaginació creadora, amb colors freds i saturats, i va ser una influència molt gran per a tota la pintura posterior.

- Els tres filòsofs (1509): és una obra igualment enigmàtica i l'atribució a Giorgione és encara disputada. Les tres figures estan situades a l'entrada d'una fosca cova buida. Els personatges han estat interpretats com els tres reis d'Orient o com símbols davant la cova de Plató. També s'ha cregut que representava les tres edats de l'ésser humà. Apareixen en el típic somni giorgionesc, reforçats per un focus de llum característic d'altres paisatges del pintor, com el "Concert campestre". La pinzellada sembla que s'orienti gairebé exclusivament en la creació d'efectes cromàtics.

- Venus adormida o Venus de Dresden (1510): atribuïda inicialment a Morelli i actualment a Giorgione. Se suposa que és la mateixa que, segons Rinaldi, estava a la Casa Marcello de Venècia. La composició és un pur ritme de línies i contorns, units a la innovadora presència de l'aire lliure. La textura de la tela i l'harmoniós paisatge doten el quadre del just equilibri entre plaer i sensualitat. Aquesta obra va quedar inacabada a causa de la mort de Giorgione i Ticià va acabar aquesta pintura, que va poder ser un prototipus de la seva Venus d'Urbino. Una restauració recent ha esborrat un cupido que hi havia estat afegit en el paisatge.

### Retrats
Giorgione i el jove Ticià van treballar junts en la producció de diversos retrats, és per això que costa tant d'identificar-los. L'únic quadre signat i datat pel mestre és
Retrat d'una jove dama (Laura) (1 de juny de 1506): hi destaquen les seves innovacions més enllà de la figura humana en si. Es distingeix per la dignitat, claredat i sofisticació de la dama retratada.